# 柯尼卡美能達Dynax 5D
Konica Minolta Dynax 5D 是一部Konica Minolta公司于2005年出品的一款600万像素數位單眼相機。（此为欧洲及香港市场名称，中国市场称作α-5 Digital，北美市场名称为Konica Minolta Maxxum 5D日本市场名称为Alpha Sweet Digital）
Dynax 5D是在前作，定位于中端机型的Dynax 7D上通过部分功能的简化得到的机型；而在索尼接受柯尼卡美能达数码相机事业部门之后，亦以此机型为基础而推出其第一台DSLR α100。
在大陆玩家群中多数称为A5D（Alpha 5 Digital），台湾玩家群中多称为D5D（Dynax 5 Digital）。

## 由来
虽然美能达是世界上第一家推出真正而实用的135自动对焦单眼相机（1985年）的厂家，可是在135数码领域，它却最后推出自己的数码单镜头反光照相机 —— 并且是以合并后的柯尼卡美能达名下。
2004年推出的Dynax 7D使用了APS-C规格的传感器，延续使用Minolta AF卡口，支持所有Minolta AF卡口镜头，也是世界第一部带有机身防抖功能的数码单反相机。第二年，2005年推出的Dynax 5D则是在7D机身基础上，保留大量特性，修改得到的面向低阶的数码单反相机，同样支持防抖功能，支持一切MA卡口镜头（理论上也包括索尼之后推出的α卡口镜头）。
销售时，一般搭配 柯尼卡美能达 18-70/3.5-5.6 DT 镜头组成套机进行销售。

## 故障与维修
长期的使用发现，Dynax 5D存在以下故障／缺陷：
- 开机第一张照片拍摄后黑屏死机，需取出电池后放回以强制重启机器

原因不明，发生极偶然，且发生后一段时间内无复发
- 开机不正常震颤数秒，完全开启后，无法释放快门，且抖动提示为满格

原因不明。但在中国大陆最大的摄影器材交流区，无忌论坛上，普遍认为是柯美的防抖设计存在问题导致该问题的存在，且早期维修的机器在维修单据上标明为更换CCD组件，而后期大多以更换一个齿轮了事，而这样的维修也不能完全避免此类故障复发。另有网友认为此故障与潮湿环境有关。
- 在开启降噪的情况下，夜景长时间曝光出现白点

随着2006年，柯尼卡美能达公司宣布退出摄影器材行业且索尼公司全面接管柯美的相机部门，Dynax 5D的维修责任也转移到索尼公司。